# Вавилонска подялба
Вавилонската подялба е споразумение между македонските военачалници (диадохи) за разпределение на властта след смъртта на Александър Велики през 323 година пр.н.е.
В резултат на Вавилонската подялба Пердика става регент на Филип III Македонски и неродения по това време син на Александър (бъдещият Александър IV Македонски), а останалите диадохи получават управлението на различни части от империята. Подялбата е преразгледана след смъртта на Пердика през 321 година пр.н.е. и е заменена от Трипардиската подялба.